# Parafia św. Jana Chrzciciela w Żabowie
Parafia pw. św. Jana Chrzciciela w Żabowie – parafia rzymskokatolicka należąca do dekanatu Kołbacz, archidiecezji szczecińsko-kamieńskiej, metropolii szczecińsko-kamieńskiej. W parafii posługują księża diecezjalni. Według stanu na wrzesień 2018 proboszczem parafii był ks. Piotr Twaróg.

## Miejsca święte

### Kościół parafialny
Kościół św. Jana Chrzciciela w Żabowie

### Kościoły filialne i kaplice
- Kościół Matki Bożej Nieustającej Pomocy w Nieborowie[1]
- Kaplica w DPS w Żabowie[1]